# Doti
Der Distrikt Doti (Nepali डोटी जिल्ला Doti Jillā) ist einer von 77 Distrikten in Nepal und gehört seit der Verfassung von 2015 zur Provinz Sudurpashchim.

## Geschichte
Bis zum Jahr 2015 gehörte der Distrikt zur Verwaltungszone Seti.

## Geographie
Der Distrikt liegt im Westen des Landes und erstreckt sich über den Vorderen Himalaya. Er wird im Süden von den Flussläufen von Thuligad und Karnali begrenzt. Der Fluss Seti fließt entlang der Nordwestgrenze des Distrikts, macht dann einen Bogen nach Ostsüdost und durchquert das Zentrum des Distrikts und passiert das Verwaltungszentrum Dipayal Silgadhi. Der Fluss bildet im Unterlauf dann die südöstliche Distriktgrenze. Im Nordosten des Distrikts erstreckt sich der Khaptad-Nationalpark.
Die Landwirtschaft (einschließlich Viehzucht und Geflügel) und die Heimarbeit sind die wichtigsten Wirtschaftszweige des Distrikts. Die Landwirtschaft ist für mehr als 90 % der Haushalte die Haupteinkommensquelle.

## Einwohner
Bei der Volkszählung 2001 hatte er 207.066 Einwohner; 2011 waren es 211.746.
Nepali ist die am meisten gesprochene Sprache, gefolgt von Sprachen wie Kham-Magar und Tamang gesprochen werden.
Geschlechtsspezifische Diskriminierung ist in Doti weit verbreitet. Frauen leiden unter geschlechtsspezifischer Gewalt und häuslicher Gewalt, geschlechtsspezifischer Diskriminierung in Bildung, Hausarbeit, Ernährung sowie verschiedenen sozialen und kulturellen Normen. Frauen besitzen in etwa 97 % der Haushalte weder Land noch Haus; sie sind weniger an wirtschaftlichen Aktivitäten beteiligt als Männer und meist auf Hausarbeit und Landwirtschaft beschränkt. Diskriminierung von Frauen tritt auch in Form der Chhaupadi genannten Praxis auf, Frauen während ihrer Menstruation in eine Hütte zu verbannen. Darüber hinaus gibt es in Doti auch häusliche Gewalt im Zusammenhang mit übermäßigem Alkoholkonsum.

## Verwaltungsgliederung
Städte (Munizipalitäten) im Distrikt Doti:
- Dipayal Silgadhi
- Shikhar

Gaunpalikas (Landgemeinden):
- Purbichauki
- Badikedar
- Jorayal
- Sayal
- Aadarsha
- Kisingh
- Bogatan Fungshil[6]

Bis zum Jahr 2017 wurde der Distrikt in die folgenden Village Development Committees (VDCs) unterteilt:
- Banalekh
- Banjha Kakani
- Barchhain
- Basudevi
- Bhumirajmandau
- Chamara Chautara
- Chhapali
- Chhatiwan
- Dahakalika
- Daud
- Dhanglagau
- Dhirkamandau
- Durgamandau
- Gadasera
- Gaguda
- Gaihragaon
- Ganjari
- Ghanteshwar
- Girichauka
- Jijodamandau
- Kadamandau
- Kalena
- Kalikasthan
- Kanachaur
- Kapalleki
- Kedar Akhada
- Khatiwada
- Khirsain
- Ladagada
- Lamikhal
- Lana Kedareswar
- Latamandau
- Laxminagar
- Mahadevsthan
- Mannakapadi
- Mudabhara
- Mudhegaon
- Nirauli
- Pachanali
- Pokhari
- Ranagaun
- Sanagaun
- Saraswotinagar
- Satphari
- Simchaur
- Tijali
- Tikhatar
- Toleni
- Wagalek
- Warpata